# Spas-Démensk
Spas-Démensk (en rus: Спас-Деменск) és una ciutat de l'óblast de Kaluga, a Rússia, que el 2019 tenia 4.265 habitants, és seu administrativa del districte homònim.